# 皇家港號導彈巡洋艦
罗亚尔港号（USS Port Royal CG-73）是美国海军提康德罗加级导弹巡洋舰，是该级巡洋舰的第27艘也是最后一艘。它也是美国海军第二艘以皇家港为名字命名的军舰。第一艘是1862年下水、曾参与南北战争的皇家港號雙向砲艇。船名来自曾在美国独立战争和南北战争中均发生过海战的南卡罗来纳州皇家港灣（Port Royal Sound）。

## 簡介
美国海军在1988年2月25日订购该船，1991年10月18日在密西西比州帕斯卡古拉河畔的英戈尔斯造船厂放置龙骨。1992年11月20日下水，1992年12月5日由蘇珊·貝克（Susan G. Baker，老布什政府时期的白宫办公厅主任，也是前国务卿詹姆斯·贝克的夫人）为其命名，1994年7月9日正式服役。2009年2月5日，皇家港号巡洋舰在位于檀香山国际机场以南0.5英里的一处珊瑚礁上发生搁浅，之前该舰刚完成在旱坞内的维护，正在进行维护后的第一次海试。2009年2月9日凌晨2点，皇家港号被拖离珊瑚礁。无人在这次事故中受伤，也未发生船上燃料的泄漏。但由于这次搁浅，皇家港号巡洋舰的水下声纳罩、螺旋桨和螺旋桨轴严重受损，不得不回到旱坞重新进行维修。

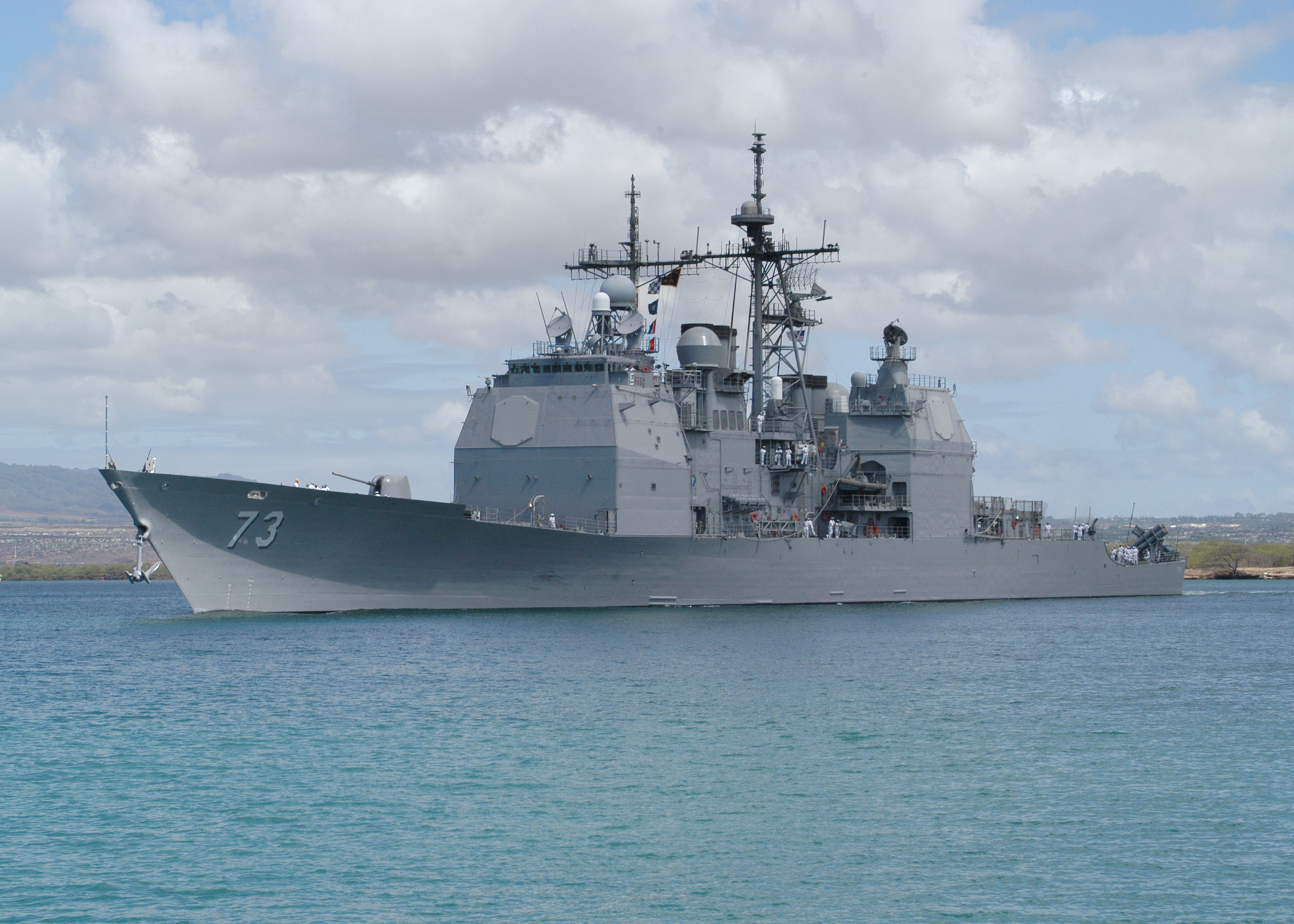
2003年9月的罗亚尔港号
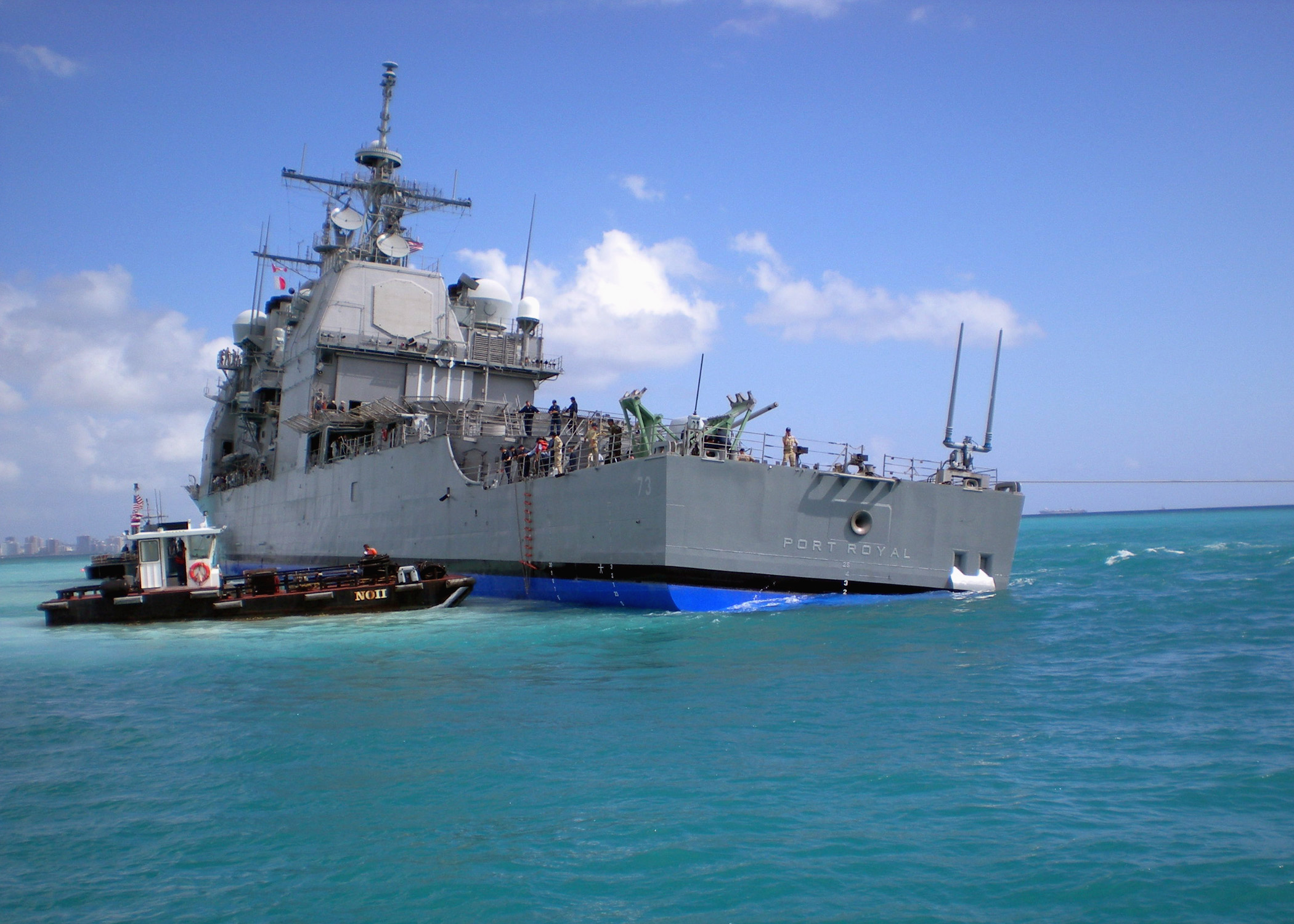
2009年2月罗亚尔港号在瓦胡岛触礁搁浅
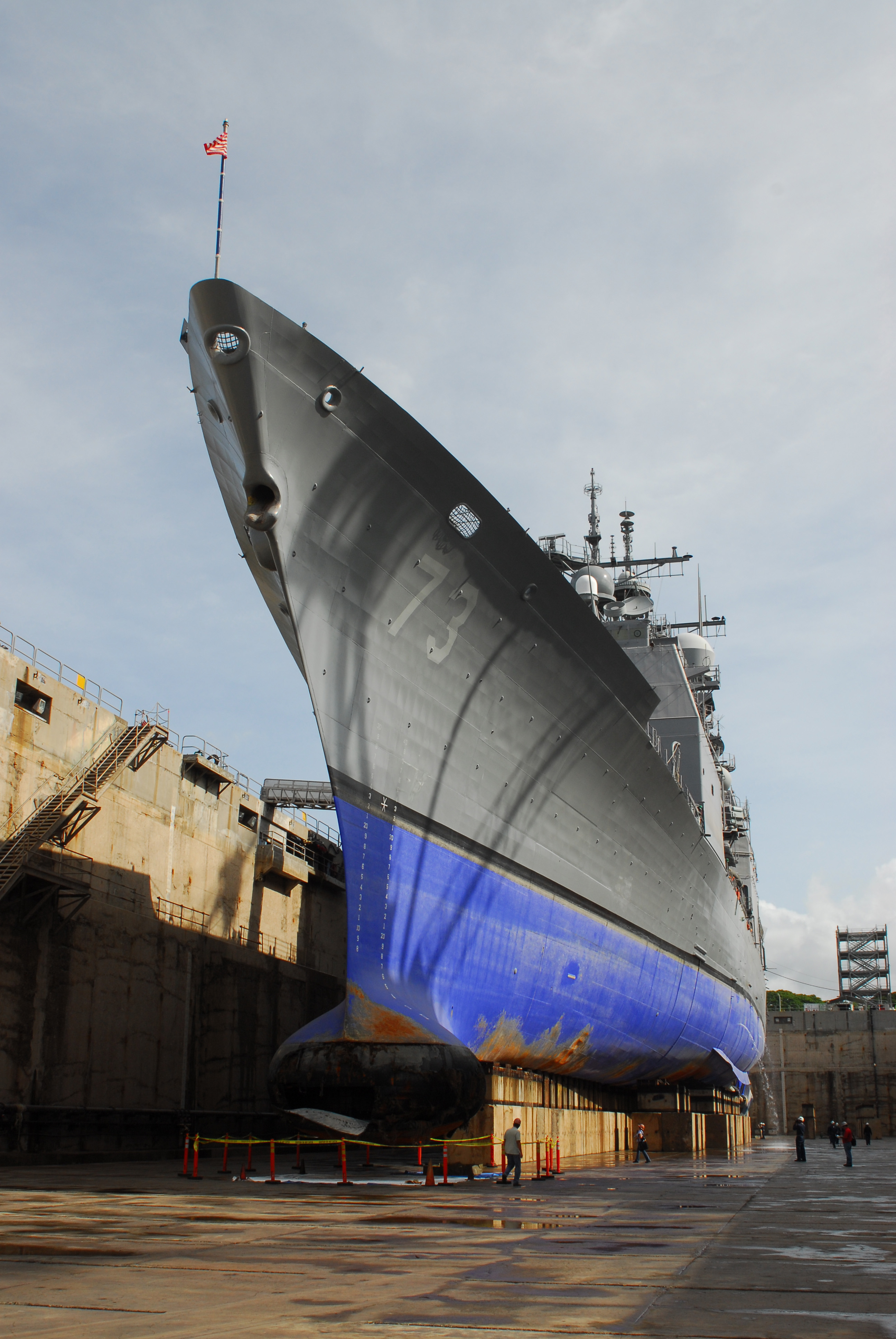
搁浅后在干船坞维修的罗亚尔港号
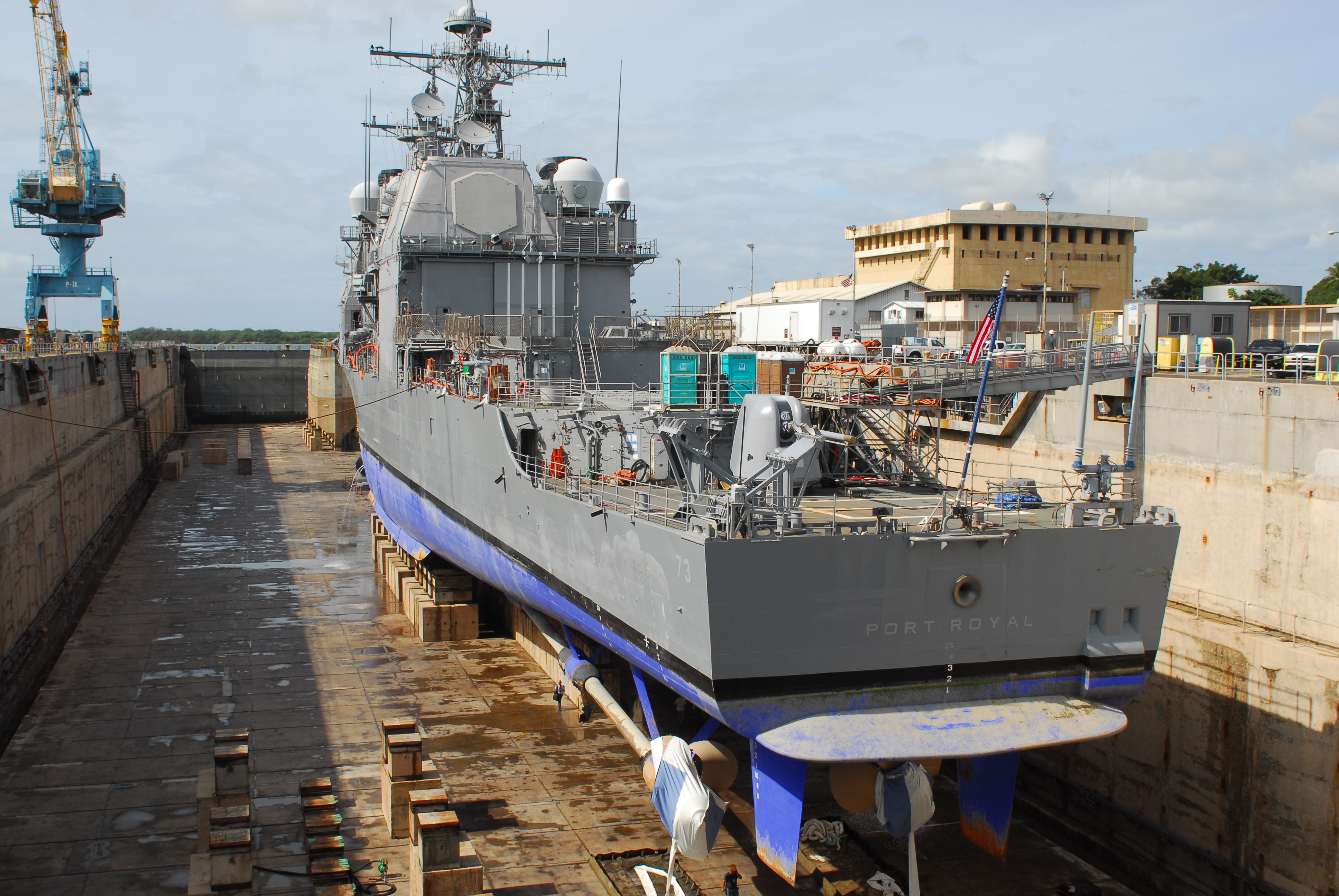
搁浅后在干船坞维修的罗亚尔港号
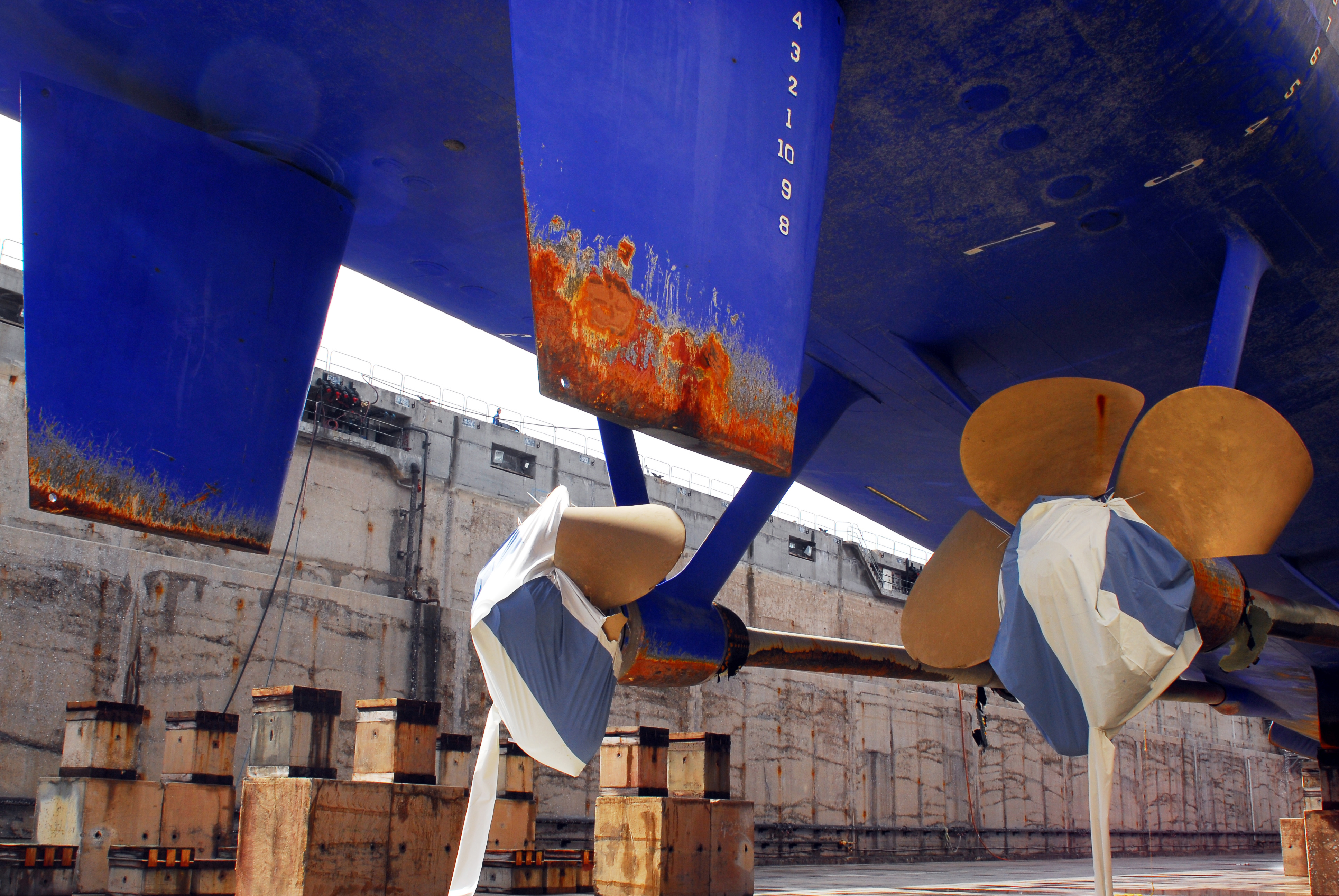
搁浅后损坏的螺旋桨
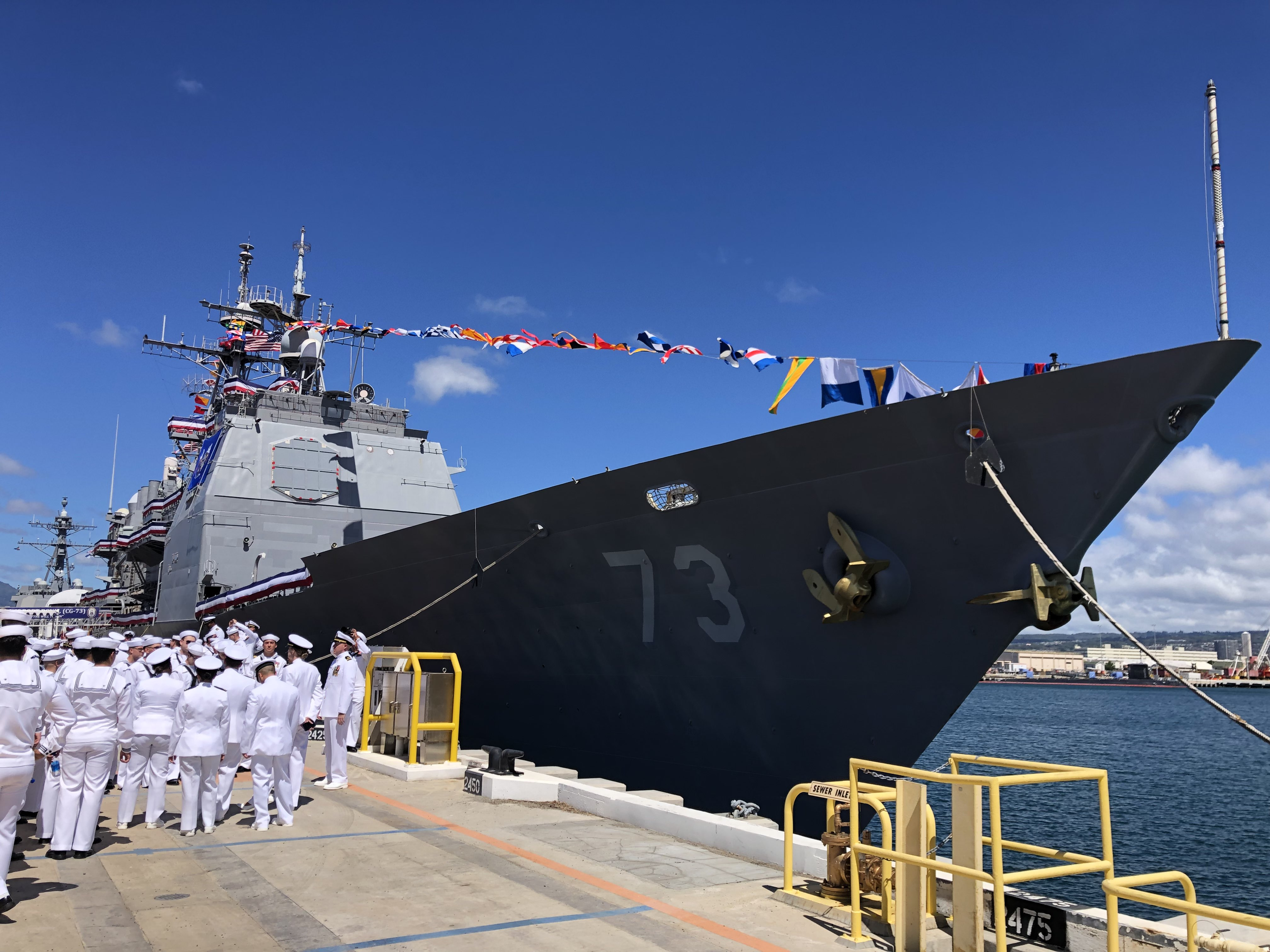
2022年9月29日，皇家港号在珍珠港举行退役仪式

## 参与过的军事行动
1995年12月加入尼米兹号为核心的航空母舰战斗群，参与了南方守望行动，这是罗亚尔港号巡洋舰首次参与的军事部署行动。1996年3月由于台湾海峡导弹危机的发生被部署到了南中国海，随着危机的结束，1997年9月至1998年3月回到尼米兹号航空母舰战斗群参与南方守望行动。后随约翰·C·斯坦尼斯号航空母舰战斗群继续参加南方守望行动。2000年1月由于多次追击涉嫌违反联合国禁运制裁走私偷运伊拉克原油的船只因而造成对船上动力设备的持续性机械磨损而撤离，回到夏威夷进行整修和升级。2001年11月7日加入约翰·C·斯坦尼斯号航空母舰战斗群参与旨在对基地组织和对它进行庇护的阿富汗塔利班政权进行打击的持久自由军事行动。
2022年5月10日正值解放軍遼寧號航母戰鬥群，繞經台灣東部海域進行操演，美國海軍第七艦隊派出皇家港號自台灣海峽由南往北航行，向中國表明台灣海峽自由航行的權利。這是繼2018年第七艦隊派出安提頓號巡洋艦（CG-54）後，再次由提康德羅加級巡洋艦航行於台灣海峽。